# 榎本直樹 (官僚)
榎本直樹（えのもと なおき、1962年10月29日 - ）は、日本の財務官僚。元東京税関長。

## 来歴
神奈川県出身。栄光学園高等学校、東京大学法学部卒業。1985年 大蔵省入省。銀行局調査課。1991年7月 関税務署長。1996年7月 主計局総務課長補佐（歳入・国債係主査）。2011年7月15日 大臣官房政策金融課長。2014年6月 東北財務局長。2017年7月 福岡国税局長。2018年7月27日 大阪国税局長。2020年8月1日 東京税関長。2021年7月8日 退官。同年損害保険ジャパン顧問。2022年大阪有機化学工業取締役、南都銀行顧問。

## 略歴
- 1985年4月：大蔵省入省。銀行局調査課[1]。
- 1987年5月：銀行局付（留学）[1]。
- 1989年7月：大臣官房調査企画課[1]。
- 1990年7月：財政金融研究所研究部研究交流課[1]。
- 1991年7月：関税務署長。
- 1992年7月：国際金融局国際機構課長補佐（通貨基金）[6]。
- 1994年7月：防衛庁経理局会計課。
- 1996年7月：主計局総務課長補佐（歳入・国債係主査）。
- 1997年7月：国際金融局国際機構課長補佐（総括・企画）[7]。
- 1998年6月：国際局調査課長補佐。
- 1999年5月：外務省在マレイシア大使館一等書記官。
- 2002年1月：外務省在マレイシア大使館参事官。
- 2002年7月：財務省大臣官房企画官 兼 大臣官房会計課。
- 2003年7月：東京国税局徴収部長。
- 2004年7月：経済産業省製造産業局航空機武器宇宙産業課防衛産業企画官。
- 2006年7月：国際局為替市場課国際収支室長。
- 2008年7月：理財局計画官（内閣・財務、農林水産・環境、経済産業、国土交通担当）。
- 2009年7月：防衛省経理装備局会計課長。
- 2011年7月15日：大臣官房政策金融課長。
- 2012年2月：大臣官房政策金融課長 兼 復興庁統括官付。
- 2012年7月：大臣官房付。
- 2012年9月：大臣官房付 兼 内閣官房内閣参事官（内閣官房副長官補付） 兼 内閣官房原子力発電所事故による経済被害対応室参事官 兼 内閣府政策統括官（科学技術・イノベーション担当）付参事官（原子力損害賠償支援機構担当） 兼 内閣府原子力損害賠償支援機構担当室参事官。
- 2013年11月：大臣官房付 兼 内閣官房内閣参事官（内閣官房副長官補付） 兼 内閣官房原子力発電所事故による経済被害対応室参事官 兼 内閣官房国土強靭化推進室参事官 兼 内閣府政策統括官（科学技術・イノベーション担当）付参事官（原子力損害賠償支援機構担当） 兼 内閣府原子力損害賠償支援機構担当室参事官。
- 2014年6月：東北財務局長。
- 2015年6月25日：株式会社日本政策投資銀行取締役常務執行役員。
- 2017年6月：大臣官房付。
- 2017年7月：福岡国税局長。
- 2018年7月27日：大阪国税局長[2]。
- 2020年8月1日：東京税関長[3]。
- 2021年7月8日：退官。
- 2021年11月：損害保険ジャパン顧問[4]
- 2022年2月25日：大阪有機化学工業取締役[4]
- 2022年8月：南都銀行顧問[5]
- 2023年6月：アドバネクス監査役[8]